# Onycocaridella
Onycocaridella is een geslacht van kreeftachtigen uit de klasse van de Malacostraca (hogere kreeftachtigen).

## Soorten
- Onycocaridella monodoa (Fujino & Miyake, 1969)
- Onycocaridella prima Bruce, 1981
- Onycocaridella stenolepis (Holthuis, 1952)